# Урено-Карлинское сельское поселение
Урено-Ка́рлинское се́льское поселе́ние — муниципальное образование в составе Карсунского района Ульяновской области. Административный центр — село Урено-Карлинское.

## Население
| 2010  | 2012  | 2013  | 2014  | 2015  | 2016  | 2017  |
| ----- | ----- | ----- | ----- | ----- | ----- | ----- |
| 2342  | ↘2262 | ↘2219 | ↘2140 | ↘2112 | ↘2074 | ↘2012 |
| 2018  | 2019  | 2020  | 2021  |       |       |       |
| ↘1957 | ↘1914 | ↘1883 | ↘1760 |       |       |       |

## Состав сельского поселения
В состав поселения входят 7 населённых пунктов: 4 села, 1 деревня и 2 посёлка.
| № | Населённый пункт | Тип населённого пункта       | Население |
| - | ---------------- | ---------------------------- | --------- |
| 1 | Базарный Урень   | село                         | 174       |
| 2 | Белозерье        | село                         | 913       |
| 3 | Грязнуха         | деревня                      | 0         |
| 4 | Ивановский       | посёлок                      | 9         |
| 5 | Медянский        | посёлок                      | 3         |
| 6 | Теньковка        | село                         | 424       |
| 7 | Урено-Карлинское | село, административный центр | 819       |